# Krzywda
Krzywda è un comune rurale polacco del distretto di Łuków, nel voivodato di Lublino.
Ricopre una superficie di 161,05 km² e nel 2006 contava 10 400 abitanti.